# Mohammed Habib
Mohammed Habib (Hyderabad, 17 de julio de 1949-15 de agosto de 2023) fue un futbolista y entrenador de fútbol indio que jugó en la posición de delantero y ganó el Premio Arjuna en 1980.

## Carrera

### Club
| Periodo   | Club                  |
| --------- | --------------------- |
| 1966–1968 | East Bengal           |
| 1968–1969 | Mohun Bagan AC        |
| 1970–1974 | East Bengal           |
| 1975      | Mohammedan SC Kolkata |
| 1976–78   | Mohun Bagan AC        |
| 1979      | Mohammedan SC Kolkata |
| 1980–81   | East Bengal           |
| 1982–84   | Mohun Bagan AC        |

### Selección nacional
Jugó para India en 25 ocasiones de 1969 a 1974 y anotó siete goles; ganó la medalla de bronce en los Juegos Asiáticos de 1970, y participó en los Juegos Asiáticos de 1974.

### Entrenador
| Periodo   | Club                  |
| --------- | --------------------- |
| 1999-2000 | Mohammedan SC Kolkata |
| 2000-2003 | Mohammedan SC Kolkata |
| 2005      | Mohammedan SC Kolkata |
| 2007-2008 | Bengal Mumbai FC      |

## Muerte
Mohammed Habib murió el 15 de agosto de 2023 a los 74 años luego de padecer la enfermedad de Parkinson y demencia.

## Logros

### Club
Bengal
- Trofeo Santosh: 1969[3]

East Bengal
- IFA Shield: 1970, 1974
- Federation Cup: 1980–81

Mohun Bagan
- Federation Cup: 1978–79

### Selección nacional
- Pesta Sukan Cup (Singapur): 1971[16]

### Individual
- Goleador del Trofeo Santosh: 1969 (11 goles)[3]

### Reconocimientos
- Arjuna Award: 1980[17][18][19]
- Premio Bharat Gaurav Award: 2015[20]
- Banga Bibhushan: 2018 (por el Gobierno de Bengala Occidental)[21]